# خالد إسماعيل
خالد إسماعيل مبارك (مواليد 7 يوليو 1965)، لاعب كرة قدم إماراتي سابق.
وقد كان يلعب مع منتخب الإمارات لكرة القدم.
وهو صاحب هدف منتخب بلاده الوحيد على ألمانيا 1-5

## كأس الخليج 1992
و قد سجل هدف في مرمى منتخب عمان لكرة القدم.

## كاس العالم 1990
سجل هدفا في مرمى المنتخب الألماني

## روابط خارجية
- خالد إسماعيل على موقع الاتحاد الدولي (مؤرشف)  (الإنجليزية)
- خالد إسماعيل على موقع ناشيونال فوتبول تيمز (الإنجليزية)
- خالد إسماعيل على موقع عالم كرة القدم.نت (الإنجليزية)